# Thomas Newman
Thomas Montgomery Newman (n. 20 octombrie, 1955, Los Angeles, California) este un compozitor american de muzică de film, nominalizat de 11 ori la Premiile Oscar. Este un membru al unei mari dinastii de compozitori de muzică de film de la Hollywood, care include pe tatăl său, Alfred Newman, unchiul său, Lionel Newman, fratele său, David Newman și vărul său, Randy Newman.

## Biografie
Newman a fost educat la Universitatea din Yale și a început cariera sa compozițională în 1984 pentru filmul Reckless. Prima sa lovitură a fost în 1994, când a avut două nominalizări la Oscar pentru muzica sa din filmele Little Women și The Shawshank Redemption, fiind singurul cu două nominalizări din acel an. Succesul său comercial și critic a continuat în ultimii ani cu muzica sa pentru American Beauty, Road to Perdition, Finding Nemo, Lemony Snicket's A Series of Unfortunate Events, Pay It Forward, Erin Brockovich, The Good German și WALL-E.
Newman a compus muzica și pentru seriale, inclusiv tema pentru seria Boston Public și mini-seria Angels in America. Tema sa pentru seria Six Feet Under a câștigat două premii Grammy, pentru Cea mai bună compoziție instrumentală și Cel mai bun aranjament instrumental. Newman a compus de asemenea o lucrare clasică la comandă pentru orchestra, Reach Forth Our Hands, cu ocazia împlinirii a 200 de ani de la înființarea orașului Cleveland. Filarmonica din Los Angeles a comandat o nouă lucrare lui Newman pentru cvartetul Kronos și Filarmonica din Los Angeles, dirijată de Leonard Slatkin, pentru stagiunea 2009-2010. Alte distincții includ premiul "Compozitorul anului" la Festivalul de Film de la Hollywood.

## Stil muzical
Una dintre cele mai interesante lucruri despre Newman este schimbul său de stiluri, începand cu American Beauty care a adus laude din partea criticii. Înainte de aceasta, Newman utiliza în mare parte orchestra simfonică pentru muzica sa iar, în anii 1980, coloanele sale sonore erau predominant electronice. Totuși, în American Beauty, el a compus o muzică minimalistă pentru un ansamblu de instrumente ciudate, unele dintre ele nemaiauzite până atunci, și un stil ritmic unic. De atunci, Newman a combinat muzica orchestrei clasice cu noul său stil creativ.

## Nominalizări și premii

### Premiile Oscar
- 2013 - Skyfall
- 2009
  - WALL-E (cea mai bună coloană sonoră)
  - WALL-E (cea mai bună melodie)
- 2007 - The Good German
- 2005 - Lemony Snicket's A Series of Unfortunate Events
- 2004 - Finding Nemo
- 2003 - Road to Perdition
- 2000 - American Beauty
- 1996 - Unstrung Heroes
- 1995
  - The Shawshank Redemption
  - Little Women

### Premiile BAFTA
- 2013 - Skyfall
- 2009 - WALL-E
- 2000 - American Beauty

### Premiile Emmy
- 2002 - Six Feet Under
- 1991 - Against the Law

### Globurile de Aur
- 2009 - WALL-E (Cea mai bună melodie)(împreună cu Peter Gabriel)
- 2000 - American Beauty

### Premiile Grammy
- 2009 - WALL-E
  - Cea mai bună coloană sonoră
  - Cea mai bună melodie compusă pentru un film (împreună cu Peter Gabriel)
  - Cel mai bun aranjament instrumental
- 2005 - Angels in America
- 2003 - Six Feet Under
  - Cea mai bună compoziție instrumentală
  - Cel mai bun aranjament instrumental
- 2001 - American Beauty
- 1997 - Unstrung Heroes
- 1995 - The Shawshank Redemption

### World Soundtrack Awards
- 2009 - WALL-E
  - Cea mai bună melodie (împreună cu Peter Gabriel)
  - Cea mai bună coloana sonoră
- 2005 - Lemony Snicket's A Series of Unfortunate Events
- 2003 - Road to Perdition

Format:Thomas Newman
1. ↑  Thomas Newman, Filmportal.de, accesat în 9 octombrie 2017
2. ↑  „Thomas Newman”, Gemeinsame Normdatei, accesat în 27 aprilie 2014
3. ↑  Thomas Newman, SNAC, accesat în 9 octombrie 2017
4. ↑  „Thomas Newman”, Gemeinsame Normdatei, accesat în 13 decembrie 2014